# Баракани
Баракани (фр. Barakani) — деревня в заморском департаменте Франции Майотта. Является одной из пяти деревень образующих город Уангани в центральной части острова Майотта.

## Описание
Деревня Баракани расположена на высоте 347 метров над уровнем моря в центральной части острова. В 2007 году в деревне проживало 2367 человек к 2015 году население выросло до 4000 человек. В деревне есть начальная школа, в 2015 году был открыт колледж. Стадион «Stade Concrete» является одним из самых известных в Майотте. Уроженцами Баракани являются журналист Туфайли Анджилани, адвокат Майтре Саид Али и бывший генеральный советник Хадади Анджилани.